# Glycyphana cincta
Glycyphana cincta es una especie de escarabajo del género Glycyphana, familia Scarabaeidae. Fue descrita científicamente por Wallace en 1867.
Se distribuye por Indonesia. Habita en la isla de Borneo y la península de Malaca. Mide 12,2-15,3 milímetros de longitud.